# Fabio Biale
Fabio Biale (Savona, 16 febbraio 1980) è un violinista e polistrumentista italiano.

## Biografia
Studia al Conservatorio di Genova Niccolo Paganini.
Dal 2004  fa parte ufficialmente del gruppo de I Luf, ne esce nel 2011 pur continuando la collaborazione e comparendo come autore nell'album 'Mat e Famat' del 2013 e come violinista in alcuni brani contenuti nell'album 'De l'alter' del 2016.
Nel 2021 ritorna ad esibirsi live alternandosi con Alberto Freddi.
Nel 2005 entra a far parte dei Zibba & Almalibre con i quali pubblica tre album tra i quali Come il suono dei passi sulla neve che vince il Premio Bindi 2011
con il brano Anche di lunedì di cui è coautore  e il premio Targa Tenco 2012 nella categoria "Album dell'anno" 
, dal 2013 esce dal gruppo.
È stato tra i musicisti dei Birkin Tree con i quali ha suonato dal 2011 al 2018.
Insieme a Fabio Rinaudo, Michel Balatti e Filippo Gambetta fonda, nel 2005, il gruppo di musica tradizionale ligure Liguriani.
Con I Liguriani pubblica nel 2011 Suoni dai Mondi Liguri presentato in La Stanza della Musica su Rai3.
Con i Liguriani partecipa a festival di grande rilevanza internazionale quali l'International Folk Festival of Tolo d'Asturies  2009 in Spagna, Celtic Connections 2011 in Scozia, TFF Rudolstadt 2013 e Rheingau Musik Festival 2012 e 2013 in Germania.
Dal 2008 collabora, sia con i Liguriani, sia autonomamente, con l'attore Mauro Pirovano.
Nel 2012 pubblica il suo primo album solista La sostenibile essenza della leggera.
Nel 2014 insieme ai Liguriani incide, per Felmay, il secondo album "Stundai".
Sempre nel 2014 collabora con Vittorio Ghielmi, Dorothee Oberlinger, Ensemble 1700 e Il Suonar Parlante con i quali registra l'album "The passion of musick" per Sony / Deutsch Harmonia Mundi. Lo spettacolo relativo al disco è tuttora in cartellone in numerosi festival e teatri europei.
Nel dicembre del 2016 esce il secondo album solista intitolato 'La gravità senza peso'.
Dal 2017 fa parte della band del cantautore ed autore Emanuele Dabbono con cui registra l’album Totem (2017), il live Leonesse (2018) e Buona Strada (2022).
Nel febbraio del 2021 pubblica la prima raccolta di poesie intitolata “Ballate senza musica”. 
Nel 2022 pubblica un nuovo album Rifugi antiatomici.

## Discografia
con gli Irishields
- 2001 - Traditional Irish Music
- 2002 - The last night in Doolin
- 2004 - Prima del viaggio

con I Luf
- 2002 - Ocio ai Luf
- 2004 - Bala e fa' balà
- 2007 - Paradis del Diaol
- 2010 - Flel

con Flavio Oreglio e I Luf
- 2008 - Giù. Non è stato facile cadere così in basso.

con Zibba & Almalibre
- 2006 - Senza smettere di far rumore
- 2010 - Una cura per il freddo
- 2012 - Come il suono dei passi sulla neve

con i Liguriani
- 2010 - Suoni dai mondi liguri
- 2014 - Stundai

con Vittorio Ghielmi / Dorothee Oberlinger
- 2014 - The passion of musick

Album solista
- 2012 – La sostenibile essenza della leggera
- 2016 - La gravità senza peso
- 2022 - Rifugi antiatomici

### Partecipazioni straordinarie
- 2007 -Les virasolelhs - Lou Dalfin [9]
- 2008 - Takin' a break - Paolo Bonfanti: violino in "Dark and lonesome night" [10]
- 2011 - La rossa primavera - The Gang: violino in "Fischia il vento.[11]